# أندريه موشيوني
أندريه موشيوني دي فون (27 يونيو 1812-23 أبريل/5 مايو 1880) فقيه نمساوي وهنغاري، وسياسي، وزعيم غير رسمي للمجتمع الروماني الإثني، وهو أحد الأعضاء المؤسسين للأكاديمية الرومانية. من خلفية أرومانية وألبانية مختلطة، نشأ كأرثوذكسي يوناني، كان ينتمي إلى عائلة موشيوني، التي رُفعت إلى طبقة النبلاء المجرية. نشأ في ملكية عائلته في بانات، فوين، حيث انضم إلى الجهاز الإداري، وعرِف بأنه روماني منذ ثلاثينيات القرن التاسع عشر على الأقل. برز خلال الثورة المجرية عام 1848: كان مؤيدًا لأسرة لورين، في محاولة للحصول على حكم ذاتي متزايد لرومانيي بانات مقابل الولاء. عيّن النمساويون موشيوني في منصب تنفيذي في تلك المنطقة، لكنهم قللوا من توقعاته من خلال تضمين بانات ككل في فويفوديشيب صربيا. دفعت خيبة الأمل هذه موشيوني إلى اعتزال السياسة خلال معظم خمسينيات القرن التاسع عشر.
شهدت محاولة النمسا لضمان صيغة إدارية جديدة في ستينيات القرن التاسع عشر اختيار موشيوني للمجلس الإمبراطوري. نظم في عام 1860 الجمعية الوطنية في بانات -وهو مشروع فاشل سعى فيه للحصول على حكم ذاتي على أسس إثنية. ثم تأرجح بين الفيدرالية العرقية داخل عالم مجري اسمي والمركزية الكاملة في عهدة النمسا، بينما فشل في محاولته للترويج لمقاطعة الانتخابات باعتبارها سلاحًا سياسيًا. كان قد لاحظ التنافس السياسي مع الرومانيين الذين انحازوا إلى الراديكالية المجرية، ولا سيما إفتيمي مورغو. خدم موشيوني فترة ولاية واحدة كاملة في المجلس المجري، ولجأ إلى التعاون مع الرومانيين في ترانسيلفانيا، وساعد أندريه شاغونا على إعادة تأسيس مدينة ترانسيلفانيا المستقلة للمسيحيين الأرثوذكس الرومانيين. إلى جانب إخوته جورجي وأنطون ومحاميه فينسينو بابيتش، أسس صحيفة ألبينا أوف فيينا.
اعتبِر إنشاء النمسا-المجر واندماج بانات في أراضي تاج القديس ستيفن بمثابة ضربات كبيرة لحملة موشيوني القومية الموالية. انسحب موشيني إلى فوين، مريضًا وبعيدًا عن أعين الجمهور طوال العقد الأخير من حياته. كان ما يزال محسنًا بارزًا وراعيًا للصحافة الرومانية، لكن كان له صراعات مع ناخبي مقاطعة كراسو والفلاحين الرومانيين في ممتلكاته، وهي مسألة ساهمت في عزلته الطوعية. ترك خلفه زوجته لورا، ابنة بيتار كارنويفيتش، وابن أخيه السياسي ألكسندرو موشيوني.

## سيرته الذاتية

### المجلس الإمبراطوري وانفصال الكنيسة
في 31 مايو 1860، اختار المجلس الإمبراطوري موشيوني، الذي فكر في الإصلاحات الإدارية القائمة على الترتيبات العرقية الجديدة. كان «مستشارًا استثنائيًا»، جنبًا إلى جنب مع أندريه شاغونا من ترانسيلفانيا ونيكولاي دي بيترينو من بوكوفينا، ودعم الحكم الذاتي الإقليمي وإعادة التأسيس العاصمة الرومانية. من حيث الأصل، كان الثلاثة في الواقع أرومانيين. بحسب ما ورد، اعترض كل من شاغونا وموشيوني على أن اختيارات المجلس غير ديمقراطية، واتفقا مع جيرج أبوني على أنه لا يمكن القول إلا أن المندوبين يمثلون أنفسهم. سُجل اعتراضهم، لكن الأرشيدوق راينر طلب منهم عدم الإصرار على هذه النقطة. نظرًا لكونه دائرته الانتخابية الإقليمية، كان موشيوني أحد اثنين من ممثلي فويفوديشيب، بما في ذلك بانات. الآخر هو أحد البريلت الصربيين، سامويلو ماسيريفيتش. بحلول سبتمبر 1860، أوضح موشيوني أنه يعتبر نفسه ممثلًا شرعيًا للبانات و«الشعب».
في 6 يونيو، انتخِب موشيوني لعضوية لجنة الميزانية، ومن هذا المنصب قام بحملة لدعم الكنائس الأرثوذكسية الرومانية على قدم المساواة مع الأديان الأخرى المعترف بها من قبل الدولة. أعلن عن المساواة بين الأمم ضد مطالب الهيمنة المجرية، ووجد نفسه يناقش القضية مع جيورجي مايلاث، الذي اتهمه بتعزيز المذاهب المتمردة لجوزيبي غاريبالدي. دافع موشيوني عن أفكاره باعتبارها سائدة، وبحجة أن المساواة قد وعد بها فرانز جوزيف نفسه. في النهاية، انحاز موشيوني إلى «المركزيين»، الذين دعموا التمثيل النسبي داخل النمسا المركزية؛ أراد بيترينو، «الفيدرالي»، اللامركزية الإقليمية على أساس القوانين القديمة، والتي، على الرغم من أنها تفضل البوكوفينيين، كانت لتجعل الرومانيين في المجر ممثلين تمثيلًا ناقصًا كمجموعة. كان الاثنان سببًا مشتركًا في معارضتهما لاتحاد متوقع بين بوكوفينا وغاليسيا النمساوية.
انتهى تفويض موشيوني بعزل المجلس له في 29 سبتمبر 1860. لقد فشل في محاولته لتأمين الحكم الذاتي لبانات: المنطقة، إلى جانب كل فويفوديشيب، أعيد ضمها إلى التاج المجري في ديسمبر 1860. في أبريل 1861، أقنع موشيوني البانات الرومانيين بمقاطعة الانتخابات المستقبلية للمجلس المجري الذي أعيد تأسيسه. ألغي هذا القرار في وقت لاحق من ذلك العام، عندما أصدرت جمعية إثنية جديدة قرارًا يدعو إلى ترشيحات رومانية منفردة، بدعم من جميع الناخبين. انتخِب موشيوني نفسه عن مقاطعة كراسو (كاراش) في لوغوج (لوغوس). كان منافسه مورغو، الذي وقف إلى جانب حزب التصدي ودعم الاندماج مع المجر. موشيوني، الذي نُظر إليه على أنه المرشح القومي الروماني، حصل على 621 صوتًا مقابل 94، مع ثمانية رومانيين فقط صوتوا ضده. حملت الجماهير المحتفلة العلم الروماني المنقوش عليه الشعار (يعيش ام. أندريه دي. موشيوني، المنتخب من قبل دائرة لوغوج). أشار المتحدث، مستشار يانوفيتس، إلى أن الانتخابات ثبتت الروماني موشيوني زعيمًا لبانات، وساوته بجوزيف يوتفوس.
لكن موشيوني لم يوافق على إدراج اسمه في القائمة، وتنازل على الفور عن مقعده. أوضح في خطابه أنه «لا يوجد شيء مشترك بينه وبين مجلس بيست المجري، لأنه لم يكن ينوي أبدًا أن يصبح مجريًا». كان لديه أيضًا خلاف معلن مع بورغراف تيميشوارا، بيترو سيرمينا الموالي للمجر، ولكن بابيش رأب الصدع بينهما في النهاية. حل المجلس نفسه في وقت لاحق من ذلك العام. كان حل موشيني لهذه النكسات هو محاولة إنشاء «هيئة سياسية» بحكم الأمر الواقع، و«أرض التاج» لجميع الرومانيين في الإمبراطورية. طور يوسيف هودوس مشروعًا ملموسًا في أوائل عام 1861. أراد تأسيس «مجلس وطني روماني» لترانسيلفانيا، والبانات، وبوكوفينا، وكذلك كريتشانا وماراموريش.
في النقاش الدائر حول شؤون الكنيسة، كان موشيوني أحد «أكثر المؤيدين حماسة» لشاغونا، المطران المعين، وقد «قاتل مثل أسد رجولي من أجل الفصل الهرمي». من خلال الوساطة بين بطريرك كارلوفتشي جوزيف راياتشيتش ورجال دينه الرومانيين، اقترح عقد سينودوس تمثيلي حول مسألة الانفصال، مع علمه أن الاجتماع لصالح الرومانيين. قاوم البطريرك هذه الخطوة وعلق المفاوضات بحجة أن «الأمة (الصربية) سترجمني حتى الموت». خلقت وفاة راياتشيتش في أواخر عام 1861 ارتباكًا بين الأساقفة الصرب، مما مكّن موشيوني من إقامة علاقات وحملات من أجل الانقسام الوطني. أوجز بيانه السياسي للحكم الذاتي في مقالات لجريدة غازيتا ترانسيلفاني من كورونا، وكذلك في التقارير الموجهة إلى فرانز جوزيف. في ذلك العام، أسس موشيوني جمعية أسترا، مع شاغونا، وألكسندرو ستيركا-شولوتيو، التي روجت للهوية والثقافة الرومانية، والتي نشأت على الرغم من الخداع المستمر من المسؤولين المجريين. قدم عرضًا لرئاسة أسترا، لكنه خسر أمام شاغونا.
كان أكثر نجاحًا في حملته من أجل الأسقفية الأرثوذكسية التي تأسست في ديسمبر 1864، ومنذ عام 1865، أدرجت الكنائس الرومانية البانات كأبرشية كارانسيبش. في عام 1862، تمكن موشيوني، وشاغونا، ويودوكس هورموزاشي من كسب تعاطف فرانز جوزيف في هذه القضية. كتب عن هذا الانتصار في صحيفة تلغراف رومان من ترانسيلفانيا، وكونكورديا من بوكوفينا، وأقنع «الرومانيين المؤمنين بالحق» بعدم المشاركة في انتخاب بديل لراياتشيتش. ومع ذلك، شعر موشيوني بخيبة أمل من شاغونا، الذي رفض دعم خطته لإنشاء أسقفية جديدة في تيميشوارا. خلال هذا الصدام، سحب دعمه المالي لمؤرخ الكنيسة نيكولاي تينكو فيليا، الذي اضطر إلى طباعة أعماله مع أسترا.